# شركة هليو للطائرات
شركة هليو للطائرات (بالإنجليزية: Helio Aircraft Company)‏ تم تأسيس الشركة باسم شركة كوبين بولينجير للطائرات (Koppen-Bollinger Aircraft Corporation) من قبل أوتو كوبين ولين بولينجير عام 1948، حيث كانت تصنع طائرات إقلاع وهبوط قصير خفيفة. ثم تم تغير الاسم إلى تعاونية هيلو للطائرات (بالإنجليزية: Helio Aircraft Corporation)‏ عند البدء بتصنيع طائرة هليو كورير (Helio Courier) في مصنعها في بيتسبورغ، كانساس في الخمسينات. ثم تم شراء الشركة من قبل الشركة العامة للطائرات (بالإنجليزية: General Aircraft Corporation)‏ عام 1969 والتي غيرت اسم الشركة إلى شركة هيلو للطائرات (بالإنجليزية: Helio Aircraft Company)‏، حيث واصلة الشركة تصنيع الطائرات حتى سنة 1974. حين رفعة الشركة دعوى قضائية ضد وكالة المخابرات المركزية اتهمت بها الوكالة بالتخطيط لإفلاس الشركة عبر تأمين تصنيع طائرة هليو كورير غير مرخصة في القانون. وفي السبعينات تم تحويل رخصة تصنيع الطائرة بين الشركة والوكالة عدة مرات حتى استقرة بيد الشركة. ولكن لم تصنع منها إلا 18 طائرة. تم بيع وشراء رخصة تصنيع هذه الطائرة بالإضافة إلى طائرة هليو ستاليون عدة مرات قبل شرائها من قبل شركة هليو للطائرات، والتي أعلنت سنة 2004 خطة لإعادة تصنيعها.